# Молдавија на Светском првенству у атлетици на отвореном 2017.
Молдавија је учествовала на 16. Светском првенству у атлетици на отвореном 2017. одржаном у Лондону од 4. до 13. августа тринаести пут, односно учествовала је под данашњим именом на свим првенствима од 1993. до данас. Репрезентацију Молдавије је представљало 5 учесника (2 мушкарца и 3 жена) који су се такмичили у 4 дисциплине (2 мушке и 2 женске).,.
Занимљиво је да су сви бацачи кладива из исте породице:брат и две сестре Маргијев.
На овом првенству такмичари Молдавије нису освојили ниједну медаљу нити су остварили неки резултат.
У табели успешности према броју и пласману такмичара који су учествовали у финалним такмичењима (првих 8 такмичара) Молдавија је са једним учесником у финалу делила 64 место са 1 бодом.
| Плас. | Земља     | 1. место | 2. место | 3. место | 4. место | 5. место | 6. место | 7. место | 8. место | Бр. финал. | Бод. |
| ----- | --------- | -------- | -------- | -------- | -------- | -------- | -------- | -------- | -------- | ---------- | ---- |
| =64   | Молдавија | 0        | 0        | 0        | 0        | 0        | 0        | 0        | 1        | 1          | 1    |

## Учесници
| Мушкарци: - Сергеј Маргијев — Бацање кладива - Андријан Мардаре — Бацање копља | Жене: - Димитриана Сурду — Бацање кугле - Залина Петривскаја — Бацање кладива - Марина Маргијева-Никишенко — Бацање кладива |

## Резултати

### Мушкарци
| Атлетичар        | Дисциплина     | Лични рекорд | Квалификације | Квалификације | Финале               | Финале       | Детаљи |
| Атлетичар        | Дисциплина     | Лични рекорд | Резултат      | Место         | Резултат             | Место        | Детаљи |
| ---------------- | -------------- | ------------ | ------------- | ------------- | -------------------- | ------------ | ------ |
| Сергеј Маргијев  | Бацање кладиво | 78,72 НР     | 75,18 кв      | 2. у гр. Б    | 75,87                | 8 / 32       |        |
| Андријан Мардаре | Бацање копље   | 83,93 НР     | 80,18         | 9. у гр. А    | Није се квалификовао | 17 / 31 (32) |        |

### Жене
| Атлетичарка                | Дисциплина     | Лични рекорд | Квалификације | Квалификације | Финале                | Финале       | Детаљи |
| Атлетичарка                | Дисциплина     | Лични рекорд | Резултат      | Место         | Резултат              | Место        | Детаљи |
| -------------------------- | -------------- | ------------ | ------------- | ------------- | --------------------- | ------------ | ------ |
| Димитриана Сурду           | Бацање кугле   | 18,83        | 17,37         | 10. у гр. Б   | Нису се квалификовале | 19 / 30 (31) |        |
| Залина Петривскаја         | Бацање кладиво | 74,21 НР     | 67,05         | 9. у гр. А    | Нису се квалификовале | 19 / 30 (32) |        |
| Марина Маргијева-Никишенко | Бацање кладиво | 72,53        | 64,63         | 13. у гр. Б   | Нису се квалификовале | 25 / 30 (32) |        |